# Liste der Kulturdenkmäler in Oberdiebach
In der Liste der Kulturdenkmäler in Oberdiebach sind alle Kulturdenkmäler der rheinland-pfälzischen Ortsgemeinde Oberdiebach mit dem Ortsteil Rheindiebach aufgeführt. Im Ortsteil Winzberg sind keine Kulturdenkmäler ausgewiesen. Grundlage ist die Denkmalliste des Landes Rheinland-Pfalz (Stand: 3. April 2024).

## Denkmalzonen
| Bezeichnung                       | Lage                                                                                 | Baujahr                           | Beschreibung | Bild                           |
| --------------------------------- | ------------------------------------------------------------------------------------ | --------------------------------- | --- | ------------------------------ |
| Denkmalzone Burgruine Fürstenberg | Rheindiebach, westlich oberhalb des Ortes Lage                                       | 1217–19                           | Hangburg, zwischen 1217 und 1219 gegründet, 1689 zerstört, Restaurierung ab Ende der 1990er Jahre; bedeutende Überreste des 13. bis 15. Jahrhunderts der landschaftsbildprägenden, einzigen nicht wiederaufgebauten Burgruine am linken Ufer des oberen Mittelrheins: Bergfried, Schildmauer mit Flankenturm, Teile der Umfassungsmauer, Halsgraben mit Brücke; zugehörig: Burgbering, Steilhänge des Schlossberges bis an dessen Fuß unter Ausschluss der dortigen Bebauung | weitere Bilder Fotos hochladen |
| Denkmalzone Jüdischer Friedhof    | Rheindiebach, nordwestlich des Ortes; Distrikt Am Alten Kloster Lage                 | 1890                              | von 1890 bis 1935 genutzt; drei Grabstelen, um 1930 | weitere Bilder Fotos hochladen |
| Denkmalzone Petersackerhof        | Rheindiebach, südöstlich des Ortes am Hang über dem Rhein (Petersackerhof 4–10) Lage | ab der Mitte des 13. Jahrhunderts | ehemaliger Wirtschaftshof der Zisterzienserabtei Altenberg mit frühgotischer Hofkapelle (wohl aus der Mitte des 13. Jahrhunderts), spätklassizistischem Wohnhaus (Nr. 10, 1840), gotisierender Wegekapelle (1895), ehemalige Stallscheune (Nr. 8) und Brunnenhaus (1914), Fachwerkhaus (Nr. 4, 1826), Nr. 6 mit Fachwerkscheune von 1850 | Fotos hochladen                |

## Einzeldenkmäler
| Bezeichnung                            | Lage                                                                                   | Baujahr                                | Beschreibung | Bild                           |
| -------------------------------------- | -------------------------------------------------------------------------------------- | -------------------------------------- | --- | ------------------------------ |
| Wohnhaus                               | Oberdiebach, Am Kräuterberg 10 Lage                                                    | 1369                                   | Vermutlich ältestes gotisches Fachwerkhaus am Mittelrhein. Das im Kern spätgotische Wohnhaus in Ständerbauweise wurde 1368–69 mit Halle, tonnengewölbtem Keller und Brunnenschacht im Erdgeschoss errichtet. Fachwerk der Giebelseite mit Maßwerkportal. Das komplette Dach- und Fachwerk des Giebeldreiecks wurde um 1800 stark verändert. Die Ausführung von Fenstern und Portal unterstreicht die repräsentative, möglicherweise herrschaftliche Bedeutung des Gebäudes. | Fotos hochladen                |
| Weinkellerei                           | Oberdiebach, Fürstenbergstraße 9 Lage                                                  | 1924/25                                | ehemalige Weinkellerei des Winzervereins Oberdiebach; Walmdachbau mit Schaufassade, 1924/25 | Fotos hochladen                |
| Wohnhaus                               | Oberdiebach, Im Wiesenviertel 1 Lage                                                   | zweite Hälfte des 18. Jahrhunderts     | spätbarocke Einfirstanlage, wohl aus der zweiten Hälfte des 18. Jahrhunderts; ortsbildprägend. Ehemaliges Amtshaus zur Beurkundung von Grundstücks- und anderen Rechtsgeschäften. | Fotos hochladen                |
| Wohnhaus                               | Oberdiebach, Im Wiesenviertel 2/6 Lage                                                 | Mitte des 18. Jahrhunderts             | spätbarockes Fachwerkdoppelhaus, Mansarddach, Mitte des 18. Jahrhunderts | Fotos hochladen                |
| Wohnhaus                               | Oberdiebach, Im Wiesenviertel 3 Lage                                                   | 1672                                   | dreigeschossiges barockes Wohnhaus, Zierfachwerk, bezeichnet 1672 | Fotos hochladen                |
| Wohnhaus                               | Oberdiebach, Im Wiesenviertel 4/5 Lage                                                 | späteres 18. Jahrhundert               | dreigeschossiges spätbarockes Fachwerkdoppelhaus, Mansarddach, späteres 18. Jahrhundert | Fotos hochladen                |
| Wohnhaus                               | Oberdiebach, Kirchstraße 1 Lage                                                        | 18. Jahrhundert                        | barockes Fachwerkhaus, 18. Jahrhundert; straßenbildprägend | Fotos hochladen                |
| Evangelische Pfarrkirche St. Mauritius | Oberdiebach, Kirchgasse 10 Lage                                                        | Anfang des 14. Jahrhunderts            | dreischiffige gotische Hallenkirche, Anfang des 14. Jahrhunderts, Umbau 1474/81, Turm im Untergeschoss romanisch | weitere Bilder Fotos hochladen |
| Kirchhofbefestigung                    | Oberdiebach, Kirchgasse, bei Nr. 10 Lage                                               |                                        | spätmittelalterliche, im Grundriss viereckige Kirchhofbefestigung auf dreieinhalb Seiten erhalten, Bruchstein; auf der nordwestlichen Ecke der Unterbau eines wuchtigen Rundturms mit Bogenfries, auf der südöstlichen einige Konsolsteine | Fotos hochladen                |
| Kriegerdenkmal und Grabmal             | Oberdiebach, Kirchgasse, bei Nr. 10 auf dem Kirchhof Lage                              | um 1830 und um 1920                    | Kriegerdenkmal 1914/18, Stele mit Adlerfigur und Namensliste der Gefallenen, davor Lorbeerkranz und Stahlhelm, 1920er Jahre; Grabmal Philippa Justina (um 1830): klassizistische Stele mit akroterbesetztem Segmentgiebel und Relief des Todesengels | Fotos hochladen                |
| Aulersmühle                            | Oberdiebach, Rheingoldstraße 101 Lage                                                  | Mitte des 18. Jahrhunderts             | mehrflügeliges spätbarockes Fachwerkensemble, Mitte des 18. Jahrhunderts; Wohnhaus bezeichnet 1758 | Fotos hochladen                |
| Brunnen                                | Oberdiebach, Rheingoldstraße, bei Nr. 110 Lage                                         | 18. oder frühes 19. Jahrhundert        | Ziehbrunnen, wohl aus dem 18. oder frühen 19. Jahrhundert | BW                             |
| Spolien                                | Oberdiebach, Rheingoldstraße, an Nr. 113a Lage                                         | ab dem 14. Jahrhundert                 | skulptierte gotische Konsole, 14. Jahrhundert; barocker Türschlussstein, bezeichnet 1719 | Fotos hochladen                |
| Portal                                 | Oberdiebach, Rheingoldstraße, an Nr. 128 Lage                                          | 15. oder 16. Jahrhundert               | Kellerbogen, gotisches Gewände, 15. oder 16. Jahrhundert | Fotos hochladen                |
| Evangelisches Pfarrhaus                | Oberdiebach, Rheingoldstraße 134 Lage                                                  | 1773                                   | ehemaliges evangelisches Pfarrhaus; spätbarocker Krüppelwalmdachbau, bezeichnet 1773 | Fotos hochladen                |
| Haus Schnee                            | Oberdiebach, Rheingoldstraße 138 Lage                                                  | 17. bis 19. Jahrhundert                | Hofanlage, 17. bis 19. Jahrhundert; Renaissance-Fachwerkbau, verputzt, 1602 | Fotos hochladen                |
| Ortsbefestigung                        | Oberdiebach, Rheingoldstraße, bei Nr. 142, und am östlichen Ortsrand Lage              | Mitte des 14. Jahrhunderts             | ehemals tor- und turmbewehrte spätmittelalterliche Ringmauer einschließlich der Kirchhofbefestigung, wohl um die Mitte des 14. Jahrhunderts; erhalten ein Großteil der Kirchhofmauer, Teilstücke am östlichen Ortsrand sowie der Hutturm (bei Rheingoldstraße 142) | Fotos hochladen                |
| Kelterhaus                             | Oberdiebach, Rheingoldstraße 145 Lage                                                  | spätes 18. oder frühes 19. Jahrhundert | Fachwerkbau, teilweise massiv, spätes 18. oder frühes 19. Jahrhundert | Fotos hochladen                |
| Wohnhaus                               | Oberdiebach, Rosenstraße 10 Lage                                                       | 15. Jahrhundert                        | spätgotischer Fachwerkbau, verputzt, wohl aus dem 15. Jahrhundert | Fotos hochladen                |
| Römerstraße                            | Oberdiebach, westlich des Ortes; Distrikt Der Eierberg Lage                            |                                        | provinzialrömischer Schieferfelshohlweg | Fotos hochladen                |
| Ortsbefestigung                        | Rheindiebach, Mainzer Straße, gegenüber Nr. 20 Lage                                    | 14. Jahrhundert                        | einziger Überrest der wohl im 14. Jahrhundert errichteten Mauer: runder Eckturm mit Zinnenkranz zwischen Mainzer Straße und B 9 | Fotos hochladen                |
| Grenzstein                             | Rheindiebach, westlich des Ortes in einer Weinbergsmauer; Flur Schloß Fürstenberg Lage | 16. oder 17. Jahrhundert               | Güterstein, Sandstein, 16. oder 17. Jahrhundert | Fotos hochladen                |